# Volver a ver
Volver a ver es una película peruana de 2018, dirigida por Judith Vélez y producida por Nómade Films en coproducción con La Mula.pe y Vía Expresa. Es el segundo largometraje de la directora. La película tuvo su estreno mundial en la selección oficial del MOMA Doc Fortnight en febrero de 2019.
Fue nominada para representar al Perú en los Premios Goya 2020 en la categoría de mejor película iberoamericana. En octubre de 2020, la película fue adquirida por la cadena televisiva Al Jazeera para su programa documental Witness, destinado a su audiencia de habla inglesa.

## Sinopsis y estreno
Tres fotógrafos regresan al epicentro de la guerra en las zonas altas de Ayacucho, portando fotografías tomadas 30 años atrás, cuando miles de campesinos se vieron obligados a defenderse con armas improvisadas como flechas caseras y hondas. Con esta logística militar rudimentaria, comenzó una resistencia indígena contra el grupo terrorista Sendero Luminoso. La crónica de los fotógrafos Vera Lentz, Alejandro Balaguer y Óscar Medrano se convierte en una búsqueda de los personajes de sus fotos y en un retrato de esos años de violencia. El documental refleja momentos de gran intensidad y recuerdos que cuestionan la historia oficial sobre la contribución indígena al proceso de paz.
Volver a ver contó con la participación de los fotoperiodistas Vera Lentz, Alejandro Balaguer y Óscar Medrano, cuyas fotografías del conflicto armado interno (1980-2000) se consideran documentos históricos de gran valor testimonial. Sus imágenes fueron incluidas en la exposición fotográfica Yuyanapaq, organizada por la Comisión de la Verdad y la Reconciliación (2001-2003). Fue estrenado en salas comerciales el 7 de noviembre de 2018.

## Producción

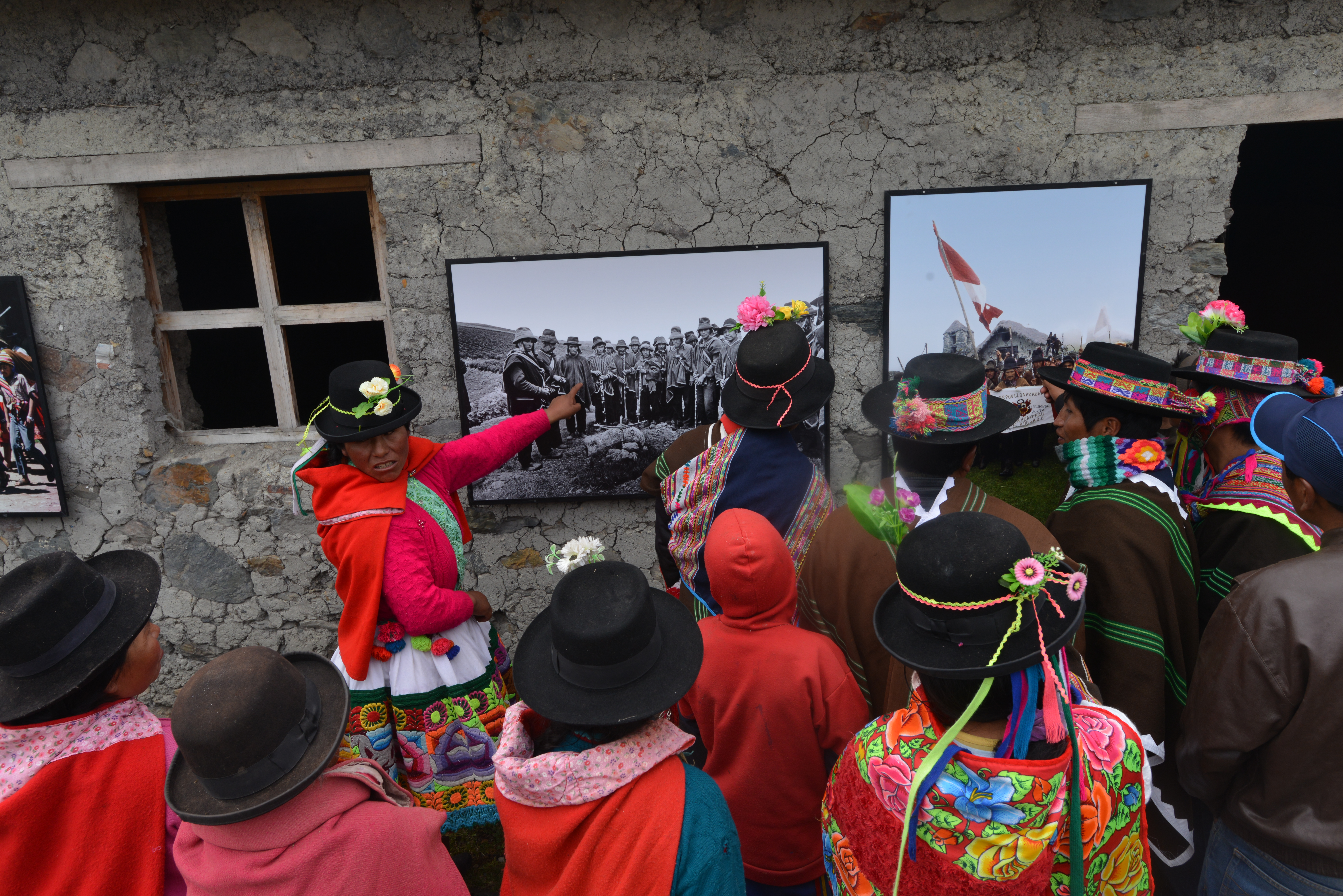
Volver a ver (Huaychao - Ayacucho)

El desarrollo del proyecto comenzó en 2012, con una primera fase de investigación en los archivos fotográficos de dos importantes medios impresos peruanos: la revista Caretas y el diario La República. A partir de las fotografías seleccionadas, se estableció contacto con los fotógrafos, quienes se convirtieron en los protagonistas de Volver a ver. El documental se grabó en tres pueblos altoandinos del departamento de Ayacucho: Cochas, Huaychao y Acos Vinchos, una región que fue el epicentro del conflicto armado interno. La grabación se realizó en dos etapas, en 2015 y 2016, con el apoyo de las autoridades y la población de estos pueblos quechua-hablantes.

## Premios y nominaciones
| Año  | Lugar                                   | País | Categoría                                                                                | Resultado               |
| ---- | --------------------------------------- | ---- | ---------------------------------------------------------------------------------------- | ----------------------- |
| 2020 | PREMIOS GOYA / DAFO                     | Perú | Categoría Mejor Película Iberoamericana                                                  | Nominado                |
| 2018 | Festival de Cine de Lima                | Perú | Categoría Mejor Película Peruana                                                         | Premio: Mención Honrosa |
| 2018 | 4ta. Semana de Cine de Lima             | Perú | Categoría Mejor Película Peruana                                                         | Premio: Mención Honrosa |
| 2018 | 11va. Festival de Cine Peruano en Paris | Perú | Categoría Mejor Documental                                                               | Premio: Mención Honrosa |
| 2013 | DAFO                                    | Perú | (La Mirada Invisible) CONCURSO NACIONAL DE PROYECTOS DE OBRAS DE LARGOMETRAJE DOCUMENTAL | Ganador                 |